# Adolphe Guesnon
Adolphe Guesnon, ou Adolphe-Henri Guesnon, né le 23 novembre 1824 à Planches et mort le 2 octobre 1917 à Paris, est un historien français, spécialiste du Moyen Âge et de la ville d'Arras. Il a été professeur d'université et membre honoraire de l'Académie d'Arras. Il a régulièrement publié des contributions dans les Mémoires de la Commission Départementale des Monuments historiques du Pas-de-Calais. 

## Publications
- Sigillographie de la ville d’Arras et de la cité : précédé d’un essai sur les sceaux de la commune, Arras : Libr. Topino, 1865. Disponible en texte intégral sur LillOnum
- La Surprise d'Arras tentée par Henri IV en mars 1597 et le tableau de Hans Conincxloo, 1907. Disponible en texte intégral sur LillOnum
- Une tapisserie du musée de Saint-Omer, Arras : Imp. Répessé, Cassel & Cie, 1910. Disponible en texte intégral sur LillOnum
- Me Nicolas Gosson, avocat, décapité à Arras en 1578, Arras : Imp. Répessé, Cassel & Cie, 1911. Disponible en texte intégral sur LillOnum
- La Confrérie des jongleurs d'Arras et le tombeau de l'évêque Lambert, Arras : Impr. Répessé, Cassel & Cie, 1913. Disponible sur LillOnum
- Anciennes épitaphes revues et commentées, Arras : Répessé, Cassel & Cie, 1913. Disponible en texte intégral sur LillOnum
- Le Panneau des anciens évêques d'Arras et les fragments du musée, Arras : Impr. Répessé, Cassel & Cie, 1913. Disponible sur LillOnum
- La Confrérie de Saint-Jacques et les portraits du musée d'Arras, Arras : impr. Répessé, Cassel & Cie, 1913. Disponible sur LillOnum
- Artur Långfors : "Huon le Roi de Cambrai, [Oeuvres] " [et] "L"histoire de Fauvain de Raoul le Petit", Paris : H. Campion, 1915. Disponible en texte intégral sur LillOnum
- Adam de la Halle et Le jeu de la feuillée : date de la pièce, son caractère, son attribution, Paris : H. Campion, 1917. Disponible sur LillOnum